# Gianmaria Vacirca
Gianmaria Vacirca (Milano, 1º aprile 1971) è un dirigente sportivo italiano, attualmente Assistente General manager dell'Olimpia Milano.

## Carriera
Inizia a Castelletto Ticino (in Legadue) portando la squadra a due salvezze consecutive, nel 2005-06 e nel 2006-07. Nella stagione 2007/08 è in Serie A a Capo d'Orlando e fa conquistare alla squadra paladina un posto storico ai play off con acquisti del calibro di Gianmarco Pozzecco, C.J. Wallace, Drake Diener (già con lui e Romeo Sacchetti a Castelletto), Tamar Slay e Romel Beck.
Dall'anno sportivo 2008/09 è general manager della Sutor Montegranaro in Serie A con cui conquista i play-off nella stagione 2009-10 venendo eliminati dall'Olimpia Milano. Nella stagione 2010-11 porta a Montegranaro Allan Ray, Sharrod Ford e Bobby Jones, in più riesce a mantenere intatto l'organico dei giovani italiani. Disponendo di un budget sociatario ridotto si rende promotore del Sutor Special Club, organo indipendente dalla società con l'intenzione di portare 300 quote da mille euro per aiutare la Sutor Montegranaro nelle varie spese di gestione.
Il 28 febbraio 2011 porta a Montegranaro l'americano Ryan Toolson in uscita dalla Benetton Treviso e risolve il contratto di Bobby Jones. Il 13 novembre 2011 dopo 3 stagioni alla Sutor Basket Montegranaro si dimette dal ruolo di General Manager..
Il 15 giugno 2020 viene ufficializzato il suo ingaggio, nel ruolo di general manager, da parte della Stamura Ancona.
Nel 2021-22 e 2022-23 svolge il ruolo di scout di mercato per la Derthona Tortona basket.
Dal 2023-24 è Assistente General Manager all'Olimpia Milano.